# RCH in het seizoen 1957/58
Het seizoen 1957/1958 was het derde jaar in het bestaan van de Heemsteedse betaaldvoetbalclub RCH. De club kwam uit in de Nederlandse Eerste divisie en eindigde daarin op de achtste plaats. Tevens deed de club mee aan het toernooi om de KNVB beker, hierin werd in de vierde ronde, over twee wedstrijden, verloren van Feijenoord (4–5).

## Wedstrijdstatistieken

### Eerste divisie B
|       | Eindhoven | Fortuna | Haarlem | Helmondia '55 | Hermes DVS | KFC   | Leeuwarden | Limburgia | Rigtersbleek | SHS   | Sittardia | Stormvogels | De Volewijckers | Wageningen | Xerxes |
| ----- | --------- | ------- | ------- | ------------- | ---------- | ----- | ---------- | --------- | ------------ | ----- | --------- | ----------- | --------------- | ---------- | ------ |
| Thuis | 1 – 3     | 5 – 1   | 0 – 1   | 1 – 0         | 2 – 2      | 3 – 1 | 2 – 4      | 2 – 2     | 4 – 3        | 5 – 2 | 1 – 0     | 2 – 1       | 0 – 1           | 1 – 6      | 2 – 0  |
| Uit   | 2 – 2     | 2 – 1   | 2 – 0   | 2 – 2         | 1 – 2      | 0 – 1 | 1 – 1      | 2 – 1     | 2 – 1        | 6 – 4 | 3 – 2     | 2 – 1       | 2 – 1           | 1 – 2      | 1 – 3  |

### KNVB beker
| 1e ronde                                          | OVVO                                                       | 1 – 3 (0 – 0)                      | RCH                                                         |
| 26 december 1957 Plaats: Amsterdam Sportpark OVVO | Wout de Groot 47'                                          |                                    | 62' (pen.), 75' Dries Mul Maup Kruijer                      |
| 2e ronde                                          | WSV '30                                                    | 2 – 5 (1 – 3)                      | RCH                                                         |
| 23 maart 1958 Plaats: Wormer Sportpark WSV '30    | Jan de Vries 10', 48'                                      |                                    | 11', 48' Jan Honout 30', –' Dries Mul –' (e.d.) Piet Korver |
| 3e ronde                                          | RCH                                                        | 2 – 0 (2 – 0)                      | Elinkwijk                                                   |
| 21 mei 1958 Plaats: Heemstede Sportparklaan       | Piet Henke 13' Maup Kruijer 38'                            |                                    |                                                             |
| 4e ronde                                          | Feijenoord                                                 | 3 – 3 (2 – 0)                      | RCH                                                         |
| 7 juni 1958 Plaats: Rotterdam Stadion Feijenoord  | Henk Schouten 32' Tinus Osterholt 44' Cor van der Gijp 60' |                                    | 47', 64', 67' Piet van der Lippe                            |
| 4e ronde (replay)                                 | RCH                                                        | 1 – 2 (0 – 1, 1 – 1) Na verlenging | Feijenoord                                                  |
| 10 juni 1958 Plaats: Heemstede Sportparklaan      | Dries Mul 88'                                              |                                    | 44' Henk Schouten 118' Cor van der Gijp                     |

## Statistieken RCH 1957/1958

### Eindstand RCH in de Nederlandse Eerste divisie B 1957 / 1958
| Stand | Gespeeld | Gewonnen | Gelijk | Verloren | Punten | Doelpunten voor | Doelpunten tegen |
| ----- | -------- | -------- | ------ | -------- | ------ | --------------- | ---------------- |
| 8e    | 30       | 12       | 5      | 13       | 29     | 55              | 56               |

### Topscorers
| #                 | Naam              | Goal |
| ----------------- | ----------------- | ---- |
| 1.                | Dries Mul         | 19   |
| 2.                | Maup Kruijer      | 10   |
| 3.                | László Nánai      | 8    |
| 4.                | Piet Henke        | 5    |
| 5.                | Doby Peters       | 4    |
| 6.                | Louis Biesbrouck  | 3    |
| 6.                | Jan Honout        | 3    |
| 8.                | Piet Brouwer      | 1    |
| 8.                | Rokus Hoogendoorn | 1    |
| Onbekend doelpunt |                   |      |
| –                 | Onbekend          | 1    |
| Totaal            | Totaal            | 55   |

| #              | Naam                  | Goal |
| -------------- | --------------------- | ---- |
| 1.             | Dries Mul             | 5    |
| 2.             | Piet van der Lippe    | 3    |
| 3.             | Jan Honout            | 2    |
| 3.             | Maup Kruijer          | 2    |
| 5.             | Piet Henke            | 1    |
| Eigen doelpunt |                       |      |
| –              | Piet Korver (WSV '30) | 1    |
| Totaal         | Totaal                | 14   |